# Cédric Brunner
Cédric Brunner (sinh ngày 17 tháng 2 năm 1994) là một cầu thủ bóng đá người Thụy Sĩ hiện tại thi đấu cho Arminia Bielefeld.